# Liste der Studentenverbindungen in Königsberg (Preußen)

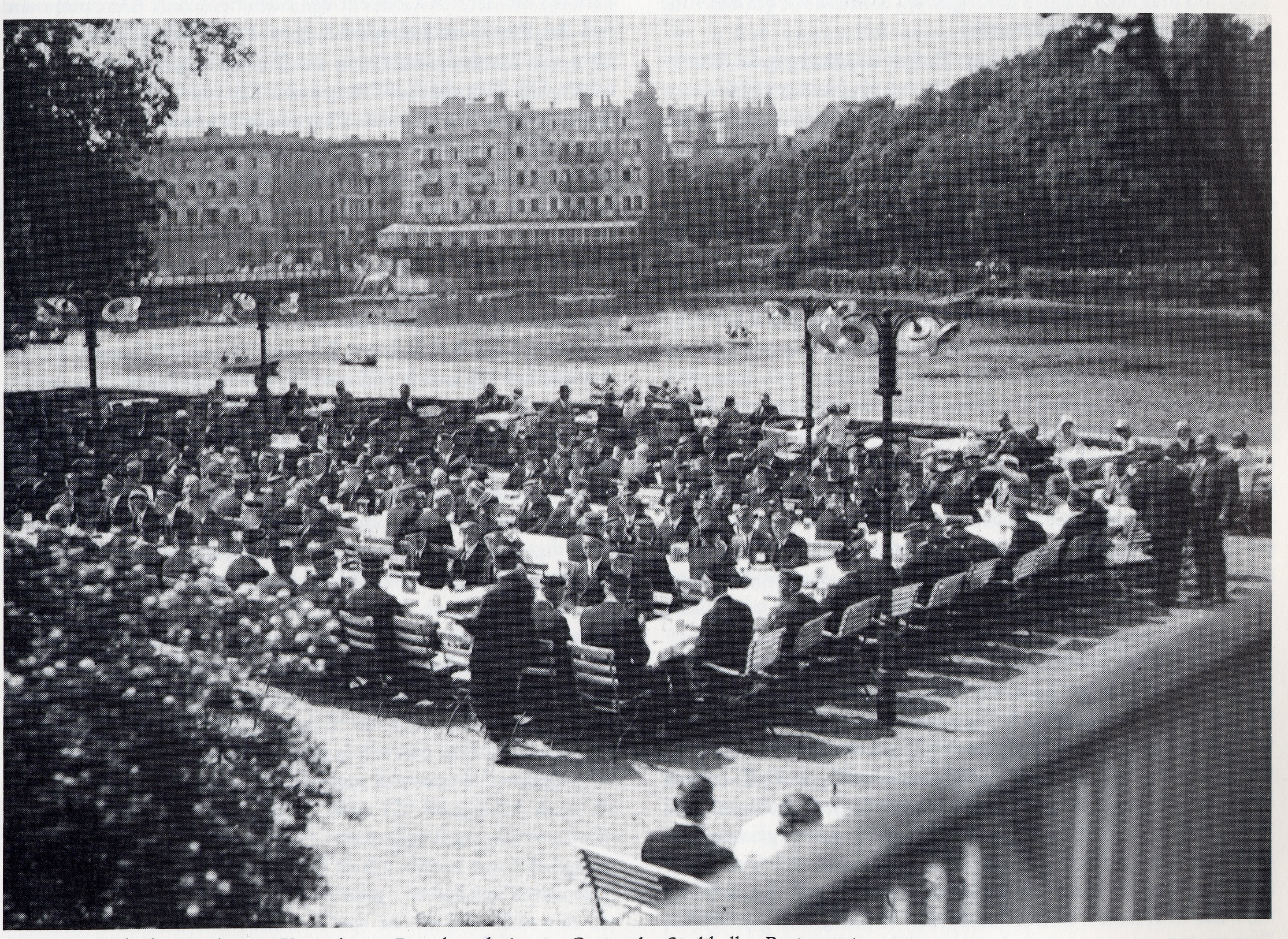
Die Königsberger Burschenschaften am Königsberger Schlossteich (1930)

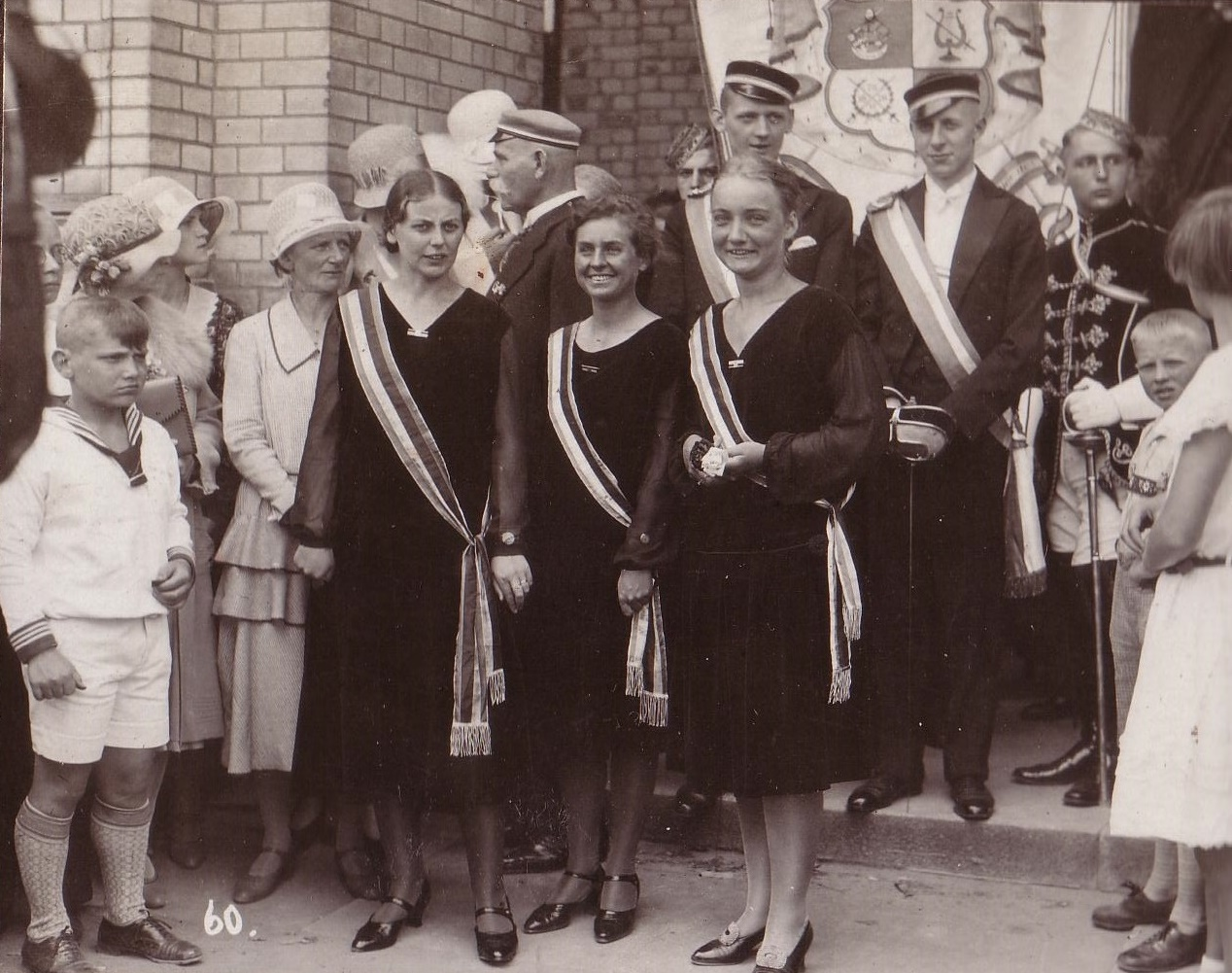
Chargierte der Damenverbindung Regiomontana und der Burschenschaft Alemannia (1930)

Diese Liste der Studentenverbindungen in Königsberg führt alle Studentenverbindungen auf, die vor ihrem Verbot in der Zeit des Nationalsozialismus an der Albertus-Universität Königsberg oder der Handelshochschule Königsberg akkreditiert waren. Um 1920 zählten die Königsberger Korporationen 758 aktive Studenten, 1230 Inaktive und 3255 Alte Herren.

## Burschenschaftliche Allgemeinheit

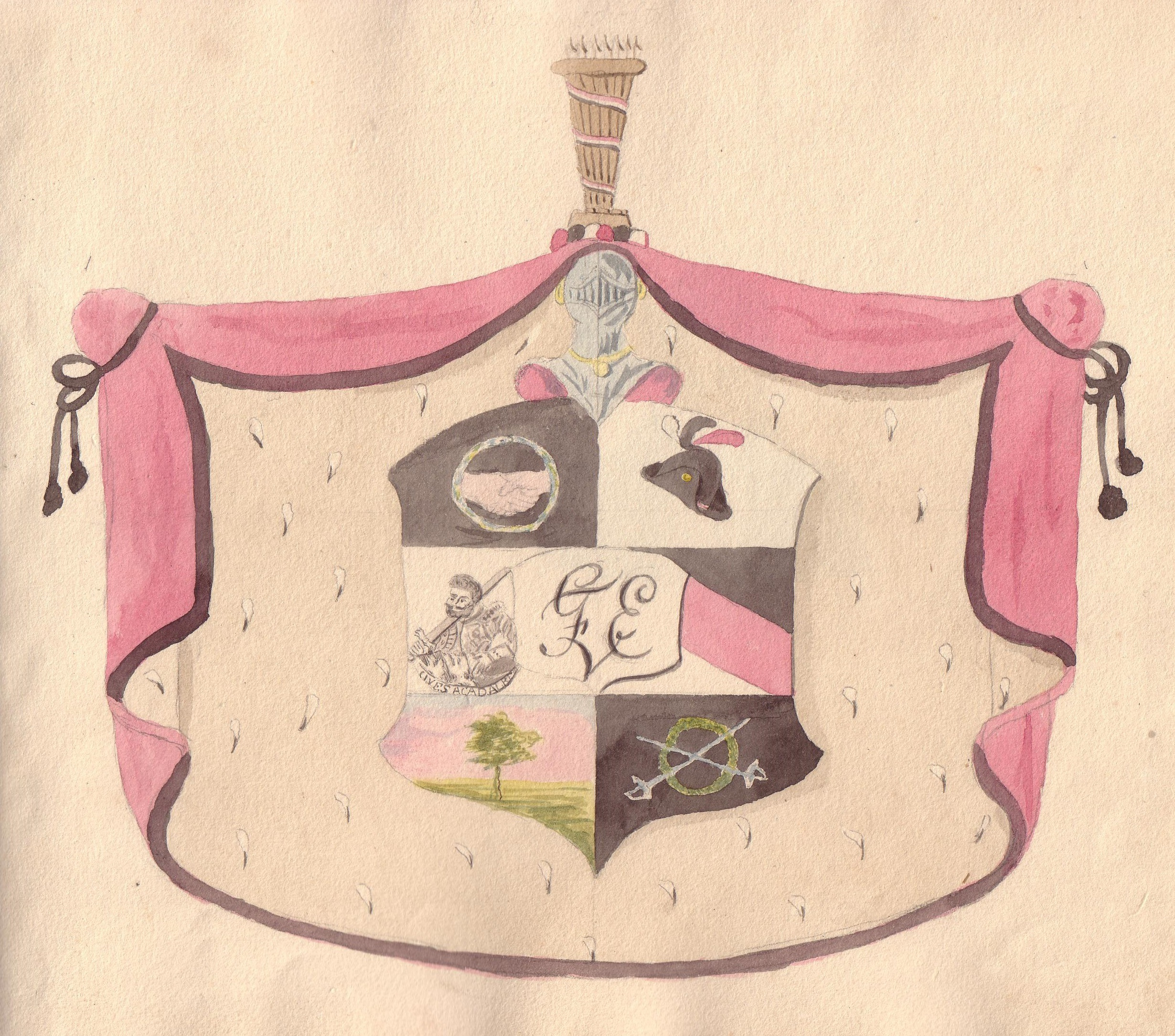
Wappen der Allgemeinen Burschenschaft
(Wilhelm Schmiedeberg, 1835)

Bereits vor den Freiheitskriegen war die Bezeichnung für die Königsberger Studentenschaft „Burschenschaft“. 1817 entstand aus einem Kreis von etwa 60 Studenten in Anlehnung an die Jenaer Urburschenschaft die Königsberger Burschenschaft. Die 1819 in Folge deren Auflösung entstandene Burschenschaftliche Allgemeinheit nannte sich wie die Studentenschaft vor 1817 erneut Burschenschaft und führte die Farben schwarz-rot-weiß. Sie war aber weder eine Korporation im heutigen Sinne noch hatte sie burschenschaftlichen Charakter. Der Name der Allgemeinheit änderte sich mehrfach:
- 1819–1833: Allgemeine Burschenschaft
- 1833–1835: Königsberger Burschenschaft (II)
- 1838–1845: Allgemeine Burschenverbindung Albertina
- 1845–1846: Allgemeinheit
- 1848–1851/52: Allgemeine Studentenschaft

Innerhalb der Allgemeinheit bildeten sich mehrere Kränzchen mit unterschiedlicher Ausrichtung.
Die Sortierung erfolgt nach dem Gründungsdatum.
| Kränzchen                | Farben                                     | Bestand      | Anmerkungen                                                                          |
| ------------------------ | ------------------------------------------ | ------------ | ------------------------------------------------------------------------------------ |
| Pappenhemia              | schwarz-weiß-blau                          | 1824–1841    | Landsmannschaft; 1838 bis 1841 Kränzchen in der Albertina; 1841 wieder ausgeschieden |
| Scotia                   | schwarz-blau                               | 1829–1847    | ab 1833 Corpslandsmannschaft                                                         |
| Barbaria                 | schwarz-gold                               | 1837–1839/40 | als „Kneipgesellschaft“ gegründet; aufgegangen in Hochhemia                          |
| Hochhemia                | schwarz-rot (von unten gelesen)            | 1838–1847    | 1845 ausgeschieden und konstituiert als selbständige Burschenschaft                  |
| Arminia I                | blau-gold                                  | 1839–1840/41 | Aufgegangen in Gothia                                                                |
| Gothonia (später Gothia) | rot-gold (später blau-gold)                | 1839–1843    | Änderung der Farben nach Fusion mit Arminia I                                        |
| Nibelungia               | unbekannt                                  | 1839         |                                                                                      |
| Teutonia                 | unbekannt                                  | 1840–1842    |                                                                                      |
| Borussia I               | schwarz-weiß                               | 1842–1843    | Abspaltung von Hochhemia                                                             |
| Arminia II               | unbekannt                                  | 1843–1845    | 1844/45 ausgeschieden                                                                |
| Germania                 | schwarz-weiß-dunkelrot (von unten gelesen) | seit 1843    | 1845 ausgeschieden und konstituiert als selbständige Burschenschaft                  |
| Saxonia                  | grün-gold                                  | 1843–1844    |                                                                                      |
| Borussia II              | schwarz-weiß                               | 1845         | Abspaltung von Hochhemia                                                             |

## Liste der Studentenverbindungen
Die Sortierung erfolgt nach dem Gründungsdatum.
|  |
|  |
|  |

|  |
|  |
|  |
|  |
|  |

|  |
|  |
|  |
|  |
|  |

|  |
|  |
|  |
|  |
|  |

|  |
|  |
|  |
|  |
|  |

|  |
|  |
|  |
|  |
|  |

|  |
|  |
|  |
|  |
|  |

|  |
|  |
|  |
|  |
|  |

|  |
|  |
|  |
|  |
|  |
|  |

|  |
|  |
|  |
|  |
|  |

|  |
|  |
|  |
|  |
|  |

|  |
|  |
|  |
|  |
|  |

|  |
|  |
|  |
|  |
|  |

|  |
|  |
|  |
|  |
|  |

|  |
|  |
|  |
|  |
|  |

|  |
|  |
|  |
|  |
|  |

|  |
|  |
|  |
|  |
|  |

|  |
|  |
|  |
|  |
|  |

|  |
|  |
|  |
|  |
|  |

|  |
|  |
|  |
|  |
|  |

|  |
|  |
|  |
|  |
|  |

|  |
|  |
|  |
|  |
|  |

|  |
|  |
|  |
|  |
|  |
|  |

|  |
|  |
|  |
|  |
|  |

|  |
|  |
|  |
|  |
|  |

|  |
|  |
|  |
|  |
|  |

|  |
|  |
|  |
|  |
|  |

|  |
|  |
|  |
|  |
|  |

|  |
|  |
|  |
|  |
|  |

|  |
|  |
|  |
|  |
|  |

|  |
|  |
|  |
|  |
|  |

|  |
|  |
|  |
|  |
|  |
|  |

|  |
|  |
|  |
|  |
|  |

|  |
|  |
|  |
|  |
|  |

|  |
|  |
|  |
|  |
|  |

|  |
|  |
|  |
|  |
|  |

|  |
|  |
|  |
|  |
|  |

|  |
|  |
|  |
|  |
|  |

|  |
|  |
|  |
|  |
|  |
|  |

|  |
|  |
|  |
|  |
|  |

|  |
|  |
|  |
|  |
|  |
|  |

|  |
|  |
|  |
|  |
|  |

|  |
|  |
|  |
|  |
|  |

|  |
|  |
|  |
|  |
|  |

|  |
|  |
|  |
|  |
|  |
|  |

|  |
|  |
|  |
|  |
|  |

|  |
|  |
|  |
|  |
|  |
|  |

|  |
|  |
|  |
|  |
|  |

|  |
|  |
|  |
|  |
|  |

|  |
|  |
|  |
|  |
|  |

|  |
|  |
|  |
|  |
|  |

|  |
|  |
|  |
|  |
|  |

|  |
|  |
|  |
|  |
|  |

|  |
|  |
|  |
|  |
|  |

|  |
|  |
|  |
|  |
|  |

## Schlagen oder nicht schlagen
„Der Zusammenschluß der vier großen schlagenden Verbände wurde im Sinne des Marburger Abkommens weiter gefördert. Nachdem der Kösener Congress die getroffenen Vereinbarungen gebilligt hatte, fand unter dem Vorsitz von Fabricius am 27. Juli 1913 eine Zusammenkunft der Vororte der Verbände in Leipzig statt. Noch im Jahr 1913 wurde in Königsberg ein „Kartell der schlagenden Verbände an der Albertina“ abgeschlossen. Dieses bestand aus den aktiven Verbindungen des SC’s, der DB und des VC’s sowie der Inaktivenvereinigung des LC’s. Der ADB wurde nicht aufgenommen. Er zeigte eine waffenstudentenfeindliche Einstellung. Nach einer in DKZtg. 30, 132 mitgeteilten Verlautbarung nannte er das Abkommen der großen Verbände als ein Mittel zur „Tyrannisierung der übrigen Studentenschaft“. Auch an anderer Stelle – so DKZtg. 30, 345 ff., 379 ff. – wurde auf dieses Verhalten hingewiesen. Der ADB fand im „Vorwärts“, dem amtlichen Blatt der SPD, einen Bundesgenossen. Dieser bezeichnete das Corpsstudententum als Pflanzschule der Reaktion. Sein Ziel sei, den Nachwuchs für eine Mandarinenkaste zu züchten (DKZtg. 30, 285).“

## Verbindungen an technischen Schulen
Baugewerkschule
Amicitia
Verotia
Wiesenbauschule
Citonia

## Verbände

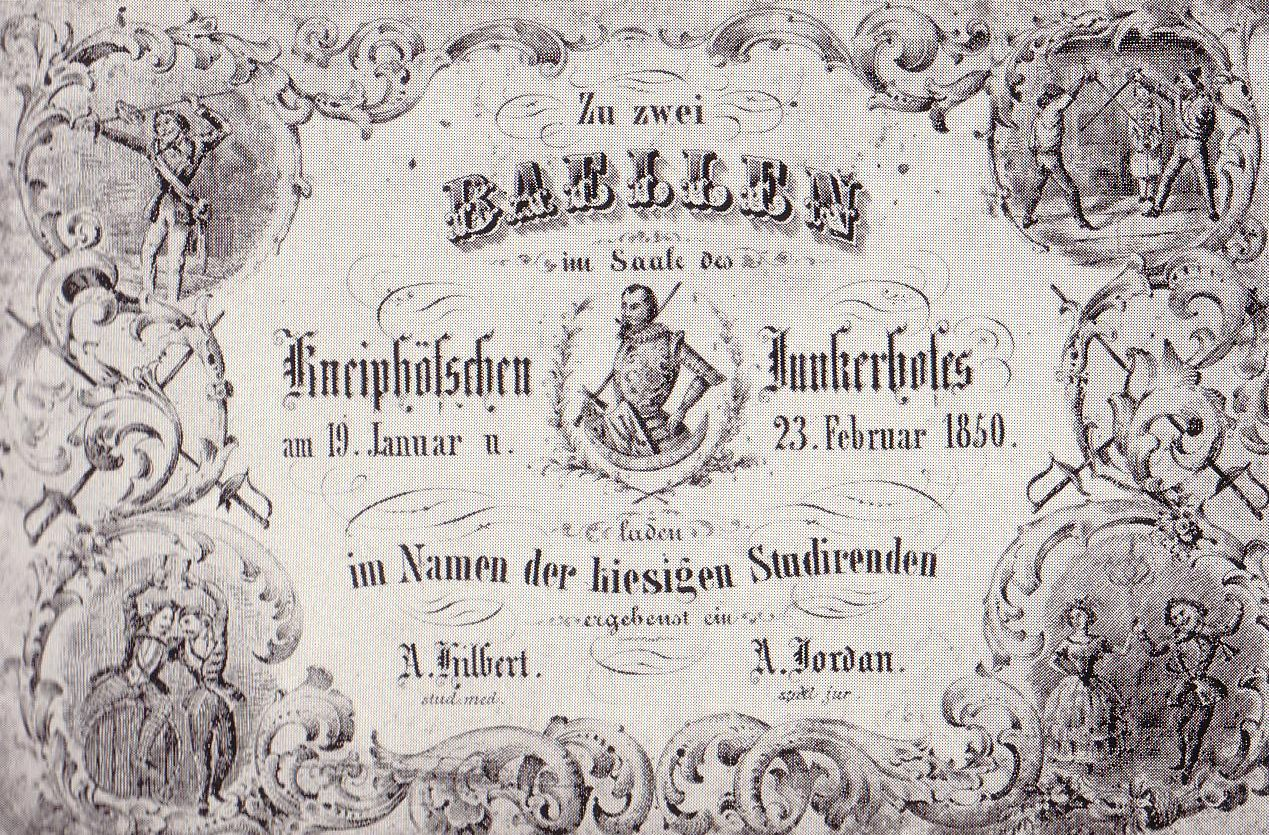
Ball der Studentenschaft (1850)

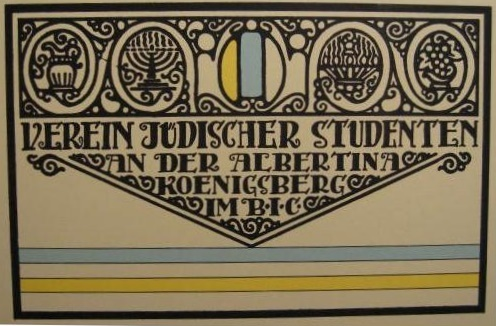
Verein Jüdischer Studenten

Vor 1936 waren in Königsberg folgende Korporationsverbände vertreten:
- Akademischer Fliegerring (AFR), siehe Akademische Fliegerschaft
- Akademischer Ruderbund (ARB)
- Akademischer Turnbund (ATB)
- Allgemeiner Deutscher Burschenbund (ADB)
- Arbeitsring ostdeutscher Studentenverbände (AOSt)
- Cartellverband der katholischen deutschen Studentenverbindungen (CV)
- Deutsche Burschenschaft (DB)
- Deutsche Gildenschaft
- Deutsche Grenzmannschaft (DGM)
- Deutsche Landsmannschaft (DL)
- Deutscher Wissenschafter-Verband (DWV)
- Deutsche Sängerschaft (DS)
- Deutsche Wehrschaft (DW)
- Eisenacher Burschenbund, siehe Deputierten-Convent
- Eisenacher Delegierten-Convent (EDC)
- Goslarer Verband (GV)
- Kartell-Convent (KC)
- Kartell Jüdischer Verbindungen (KJV)
- Kartellverband katholischer deutscher Studentenvereine (KV)
- Kösener Senioren-Convents-Verband (KSCV); siehe dazu auch Königsberger Senioren-Convent
- Kyffhäuser-Verband der Vereine Deutscher Studenten (KVVDSt)
- Rothenburger Ersten-Convent (REC)
- Rothenburger Verband Schwarzer Verbindungen (RVSV)
- Rudolstädter Senioren-Convent (RSC)
- Schwarzburgbund (SB)
- Sondershäuser Verband (SV)
- Teutoburger Chargierten-Convent (TCC)
- Unitas-Verband (UV)
- Verband Deutscher Burschen (VDB)
- Vertreter-Convent (VC)
- Wingolfsbund

## Kameradschaften an der Albertus-Universität (1936–1945)
| Nummer | Kameradschaft                   | Führer                                                 | Beteiligte Korporationen                                                                               |
| ------ | ------------------------------- | ------------------------------------------------------ | --- |
| I      | Stammhaus Ostpreußen            | Hermann Schulze                                        | Dt. Kulturverband Litauen                                                                              |
| II     | Yorck                           | Hans Reinhard                                          | Sängerverbindung Askania-Curonia                                                                       |
| III    | Hermann von Salza               | Helmut Motekat                                         | Burschenschaft Gothia, siehe Fritz Ranzi#Daidalia                                                      |
| IV     | Masuren                         | Werner Lange                                           | Burschenschaft Alemannia                                                                               |
| V      | Braunau                         | Gerd Spangenmacher                                     | Landsmannschaft Arminia Landsmannschaft Marko-Natangia Landsmannschaft Prussia Burschenschaft Teutonia |
| VI     | Honigfelde                      | Walter Koschorreck                                     | Teile vom AHV der Burschenschaft Germania (als Einzelpersonen) und des früheren Corps Agronomia        |
| VII    | Tannenberg                      | Karl-Friedrich Balzer                                  | Corps Hansea Corps Littuania                                                                           |
| VIII   | Hermann Balk                    | Walter Jakob                                           | Verein Deutscher Studenten                                                                             |
| IX     | Portschweiten → Herzog Albrecht | Hans Alsen                                             | Turnerschaft Cimbria Turnerschaft Franconia Turnerschaft Frisia                                        |
| X      | Liebenberg                      | Schwirblat Jürgen Sielaff (gef. 1941) Ernst Packhäuser | Corps Masovia                                                                                          |

## Erinnerung
Am 8. Februar 1964 tagten die Königsberger Korporationen mit dem Bundesvorstand der Landsmannschaft Ostpreußen in Bad Pyrmont. Am 17. September 1977 feierten sie einen Kommers in Königsbergs Patenstadt Duisburg.

## Galerie

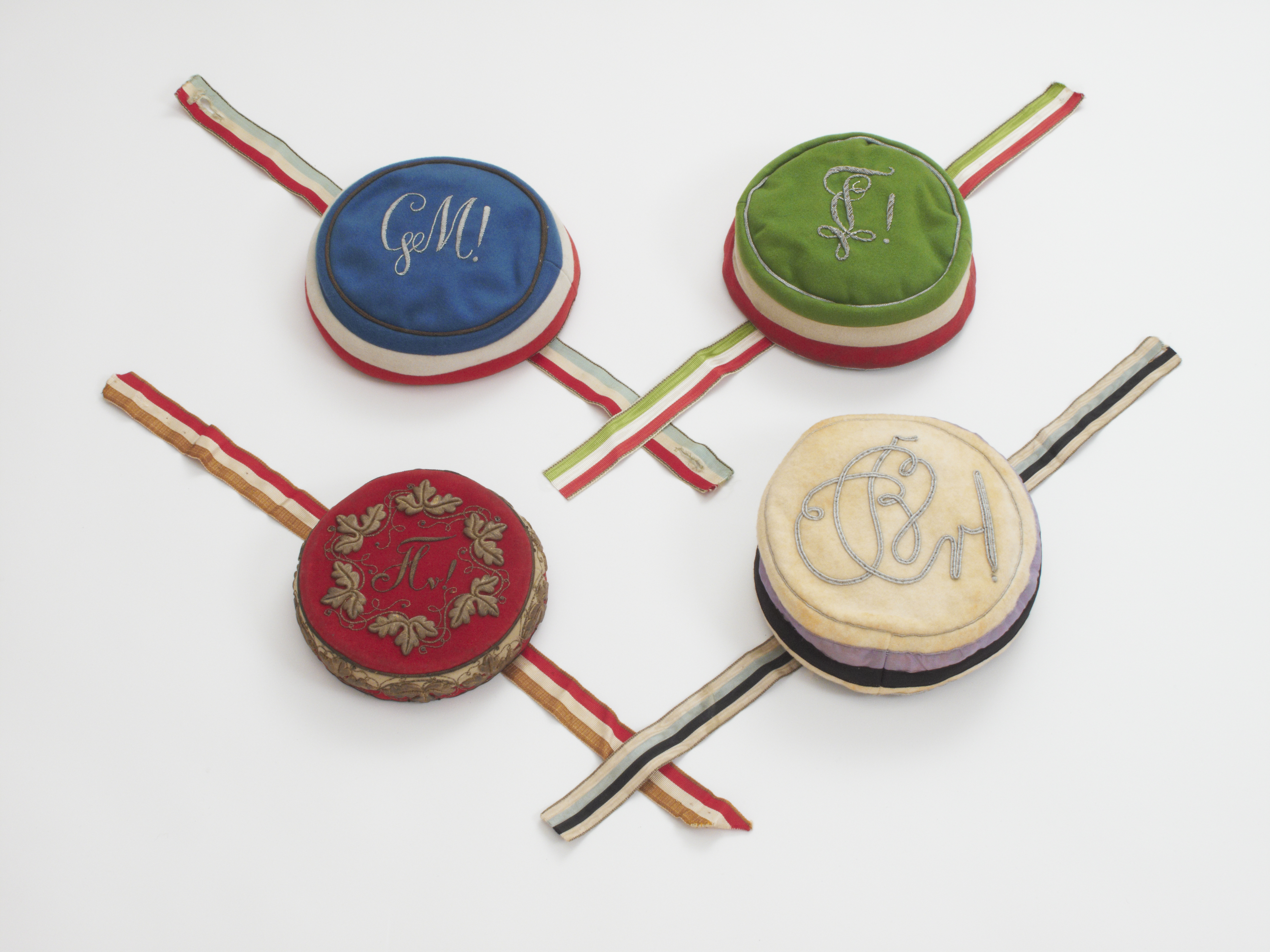
Couleur der letzten vier Königsberger Corps
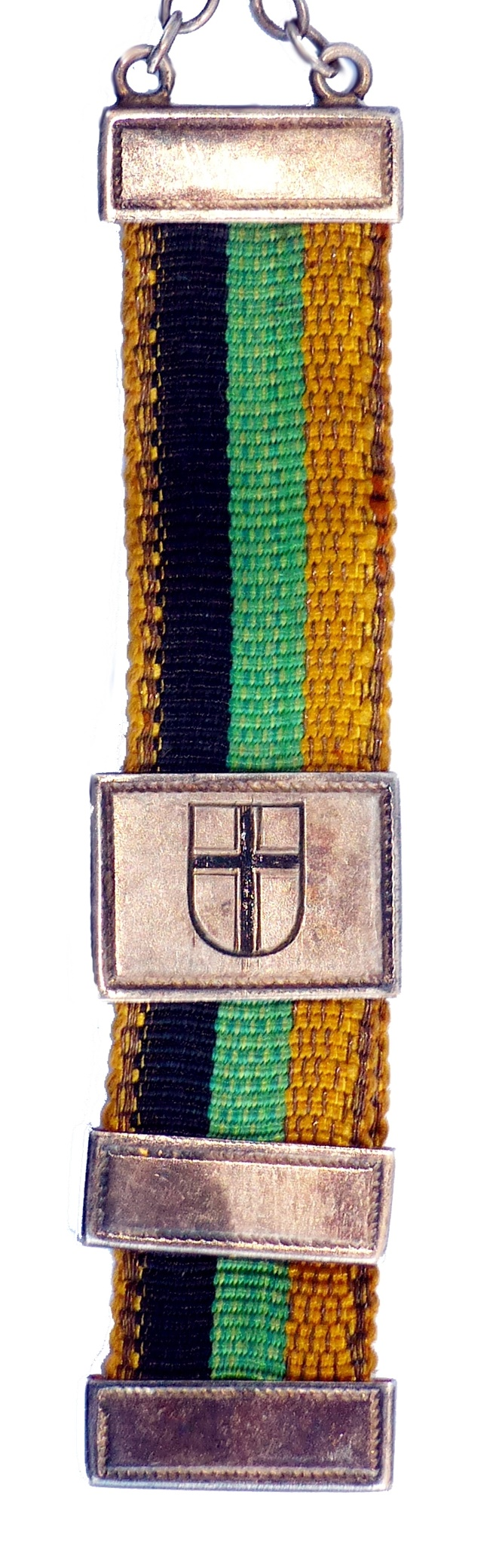
Agronomia
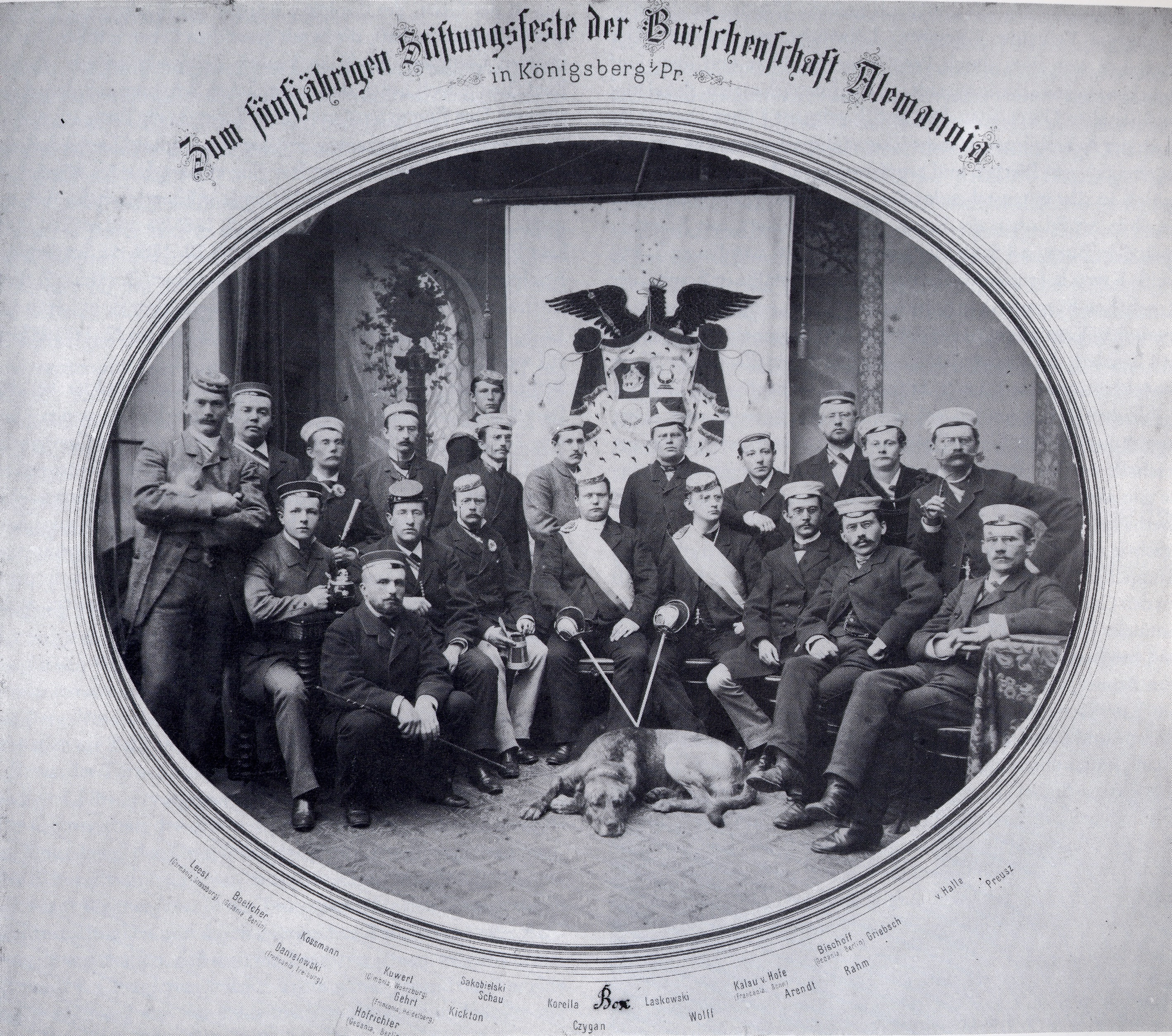
5. Stiftungsfest der Alemannia
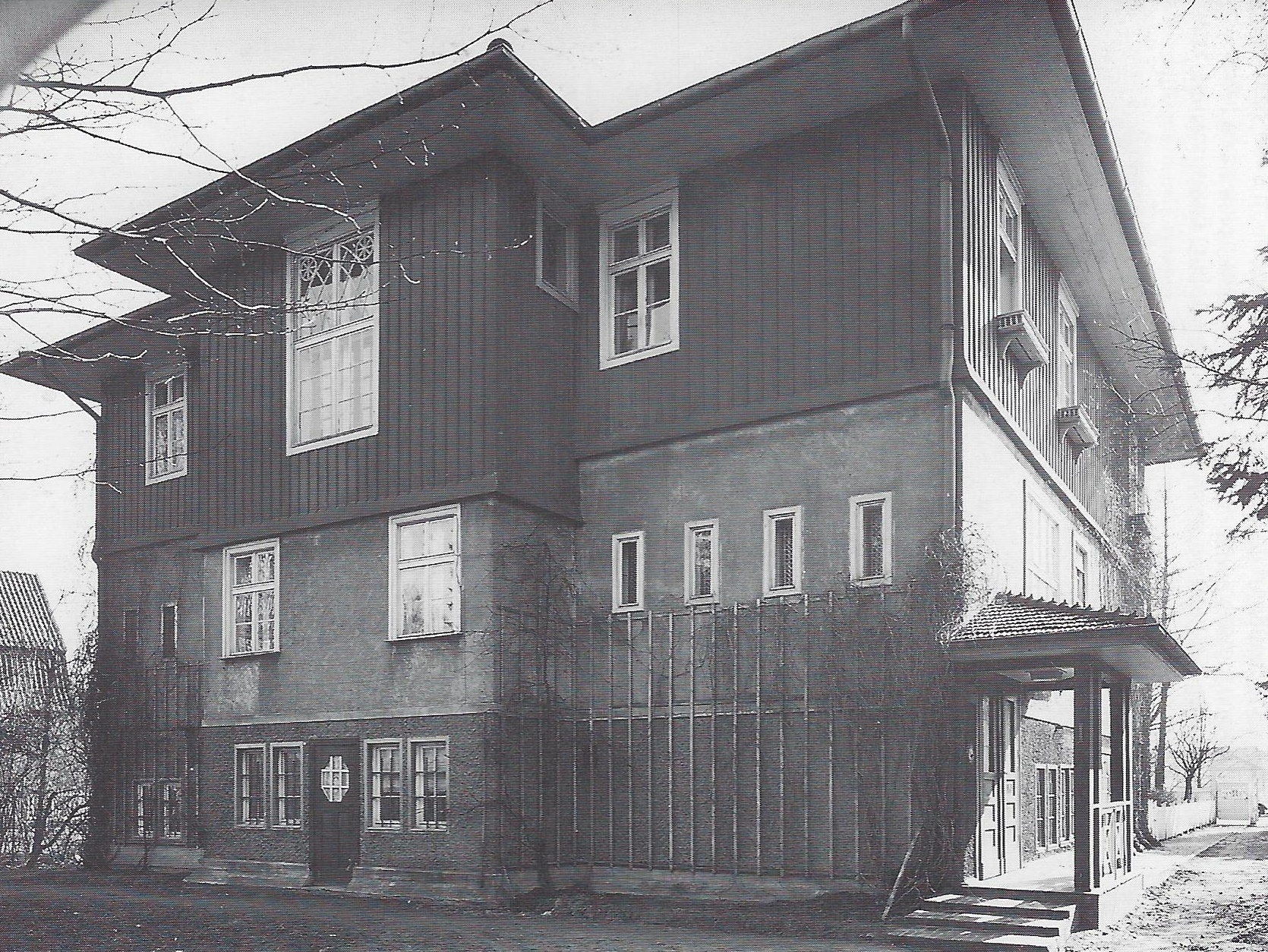
Haus der Turnerschaft Cimbria am Oberteich (1929)